# グーフィーのホームシアター
『グーフィーのホームシアター』（原題：How to Hook Up Your Home Theater）は、ウォルト・ディズニー・アニメーション・スタジオが製作した2007年12月21日公開のアニメーション短編映画作品。グーフィーの短編映画シリーズの51作目である。また日本語吹き替え版では、長年グーフィーの声を演じた島香裕が2019年にて亡くなり、ナレーターの声を演じた大平透が2015年に降板したため最後の短編映画作品となった。またグーフィーの短編映画がスクリーンで上映されたのは1953年公開の「グーフィーの催眠療法」以来54年ぶりとなる。

## あらすじ
アメフトの試合をホームシアターで見ようとするグーフィーを交えながらナレーターが解説する。

## スタッフ
- 製作：
- 監督：スティーヴ・ワーマーズ、ケヴィン・ディーターズ
- 製作総指揮：ジョン・ラセター
- 作画：マーク・ヘン
- 脚本：ケヴィン・ディーターズ
- 音楽：マイケル・ジアッチーノ
- 美術：
- 背景：

## キャスト
※括弧内は日本語吹き替え
- グーフィー - ビル・ファーマー（島香裕）
- ナレーション - コーリー・バートン（大平透)